# Goldschmidtova vila
Goldschmidtova vila je dům v Hořicích v severovýchodní části města na Maixnerově ulici čp. 706, který si v letech 1891–1893 postavili bratři Ferdinand a Josef Goldschmidtové, hořičtí židovští továrníci a podnikatelé v textilním průmyslu. Na konci 20. století byla vila ve velmi špatném stavu a vypadalo to, že bude zbourána, v současnosti (2020) ji současní majitelé, manželé Němečkovi, rekonstruují. 

## Historie
Novorenesanční vilu v klasicizujícím stylu postavil z místního pískovce dle návrhu architekta Fridrycha Gloubeho (?) stavitel Josef Hocke. Inspirací bylo dílo renesančního architekta Andrey Palladia, vila sama pak inspirovala další stavby v Hořicích, na jejichž realizaci se také podílel stavitel Josef Hocke (čp. 149, 188 a 647). Kolem vily byl zřízen lesopark. V roce 1931 Goldschmidtovu továrnu i s vilou koupil Heřman Reif z Vídně, v roce 1941 se majitelkou stala Růžena Kupcová. V roce 1948 se z vily stal nájemní dům, bydlelo zde až pět rodin. V roce 1970 vila přešla k podniku Československé státní automobilové opravny, který v ní chtěl vybudovat kanceláře, což nakonec nebylo realizováno. Poslední nájemník se z vily vystěhoval v roce 1984. V 90. letech vilu vlastnila firma Hacar.
V roce 1994 byla již neobývaná vila prohlášena kulturní památkou. V roce 1997 zasáhl vybydlenou vilu požár, který kompletně zničil interiér a zřítila se střecha. Firma Hacar se o vilu ani nadále nestarala, vila tak zůstávala bez střechy a zarůstala náletovými dřevinami. Firmě byla za to udělena pokuta 45 000 Kč. Od firmy Hacar získal vilu královéhradecký podnikatel Petr Peroutka, dle jeho slov kvůli tomu, že mu Hacar dlužil peníze a místo splátky na něj vilu převedl. Zpočátku měl v plánu rekonstrukci vily, ale nakonec se k tomu nedostal. Spolu s firmou Hacar inicioval řízení k odebrání statutu kulturní památky, památkáři dle jeho slov blokovali možnost s domem něco udělat. V roce 2007 byl skutečně památkový statut z důvodu havarijního stavu vily zrušen. Peroutka se pak snažil vilu několikrát prodat, dokonce i městu Hořice, ale bezúspěšně. Vilu plánoval prodat buď k rekonstrukci za půl milionu korun nebo rozebrat a prodat pískovcové bloky, pokud z nich bude postaven obdobný dům.
V roce 2017 vilu koupili manželé Němečkovi a pustili se do její záchrany se záměrem maximálně zachovat její původní ráz. Do roku 2020 postavili novou střechu a opravili část fasády. Rada města Hořice v roce 2020 rozhodla, že manželé Němečkovi za záchranu vily obdrží Cenu města Hořice.